# Gle Kuyun
Gle Kuyun är ett berg i Indonesien.   Det ligger i provinsen Aceh, i den västra delen av landet, 1 800 km nordväst om huvudstaden Jakarta. Toppen på Gle Kuyun är 412 meter över havet, eller 154 meter över den omgivande terrängen. Bredden vid basen är 0,83 km.
Terrängen runt Gle Kuyun är kuperad norrut, men söderut är den platt.Runt Gle Kuyun är det mycket glesbefolkat, med 7 invånare per kvadratkilometer. I omgivningarna runt Gle Kuyun växer i huvudsak städsegrön lövskog.